# Miroșnîkivka, Korsun-Șevcenkivskîi
Miroșnîkivka (în ucraineană Мірошниківка) este un sat în comuna Kîciînți din raionul Korsun-Șevcenkivskîi, regiunea Cerkasî, Ucraina.

## Demografie
Componența lingvistică a localității Miroșnîkivka
     Ucraineană (91,49%)
     Rusă (8,51%)
Conform recensământului din 2001, majoritatea populației localității Miroșnîkivka era vorbitoare de ucraineană (91,49%), existând în minoritate și vorbitori de rusă (8,51%).